# ستيفان لوبوي
ستيفان لوبوي Stephan Loboué، من مواليد 23 أغسطس 1981 في بفورزهم في ألمانيا، لاعب كرة قدم عاجي.
بدأ مسيرته الكروية مع نادي شتوتغارتر كيكرز الألماني في موسم 1999/2000، وفي عام 2000 انتقل إلى رديف فولسبورغ الألماني، ولعب معهم 57 مباراة، وفي موسم 2002/2003 انتقل إلى نادي رديف غروثر فورث الألماني، ولعب معهم 20 مباراة، وفي موسم 2003/2004 انتقل إلى نادي غروثر فورث الألماني، ولعب معهم 10 مباريات، وفي عام 2004 انتقل إلى نادي بادربورن الألماني، ولعب معهم حتى عام 2006، وشارك معهم في 35 مباراة، ومنذ عام 2006 وهو يلعب مع نادي غروثر فورث الألماني.
و هو يلعب مع منتخب ساحل العاج لكرة القدم منذ عام 2006.

## روابط خارجية
- ستيفان لوبوي على موقع قاعدة بيانات كرة القدم.إي يو (الإنجليزية)
- ستيفان لوبوي على موقع بيانات كرة القدم. دي إي (الألمانية)
- ستيفان لوبوي على موقع ناشيونال فوتبول تيمز (الإنجليزية)
- ستيفان لوبوي على موقع عالم كرة القدم.نت (الإنجليزية)